# يوجين ر. بلاك سينيور
يوجين ر. بلاك سينيور (بالإنجليزية: Eugene R. Black, Sr.) هو مصرفي أمريكي، ولد في 1 مايو 1898 في أتلانتا في الولايات المتحدة، وتوفي في 20 فبراير 1992 في أوكوود في الولايات المتحدة.

## وصلات خارجية
- يوجين ر. بلاك سينيور على موقع الموسوعة البريطانية (الإنجليزية)
- يوجين ر. بلاك سينيور على موقع مونزينجر (الألمانية)